# 小苞黄耆
小苞黄耆（学名：Astragalus prattii）为豆科黄芪属的植物。分布在中国大陆的四川、甘肃等地，生长于海拔2,700米至4,250米的地区，多生长于松林下或草地上，目前尚未由人工引种栽培。

## 异名
- Astragalus prattii Simps. var. multiflorus K. T. Fu
- Astragalus prattii Simps. var. pastorioides K. T. Fu
- Astragalus prattii Simps. var. paucijugus K. T. Fu